# Marianne Adamová
Marianne Adamová (* 19. září 1951, Luckenwalde, Braniborsko) je bývalá východoněmecká atletka, jejíž specializací byl vrh koulí.

## Kariéra
V roce 1971 skončila na druhém halovém ME v Sofii na čtvrtém místě. O rok později získala na HME ve francouzském Grenoble bronzovou medaili. Na letních olympijských hrách v Mnichově 1972 se umístila výkonem 18,94 m na pátém místě.
V roce 1974 získala druhý bronz na halovém ME v Göteborgu. V témž roce se stala v Římě vicemistryní Evropy, když ve finále byla lepší pouze sovětská koulařka Naděžda Čižovová. O rok později se stala v polských Katovicích halovou mistryní Evropy, když ve finále jako jediná přehodila dvacetimetrovou hranici (20,05 m). Stříbro zde získala Helena Fibingerová, která hodila o osm cm méně.
V roce 1976 ji těsně unikla olympijská medaile na letních hrách v Montrealu. Po první sérii ji patřila stříbrná, když hodila koulí do vzdálenosti 20,55 m. Ve druhé sérii však hodila pozdější olympijská vítězka Bulharka Ivanka Christovová 20,88 m a v páté sérii pokusů se zlepšila také Helena Fibingerová, která si výkonem 20,67 m zajistila bronzovou medaili. Adamová nakonec skončila čtvrtá, Bulharka Christovová zvítězila výkonem 21,16 m. Jejím posledním úspěchem byla stříbrná medaile z halového ME ve Vídni 1979.

## Osobní rekordy
6. srpna 1975 ve Východním Berlíně vytvořila výkonem 21,60 m nový světový rekord. 30. května 1976 v Chemnitzu (tehdy Karl-Marx-Stadt) vlastní světový rekord vylepšila na 21,67 m[zdroj?]. O překonání rekordu se postarala 3. července 1976 Bulharka Ivanka Christovová výkonem 21,87 m.
Její výkon pod širým nebem 21,86 m ji řadí na šesté místo v historických tabulkách.
- vrh koulí (hala) - (20,58 m - 4. února 1979, Berlín)
- vrh koulí (venku) - (21,86 m - 23. června 1979, Lipsko)